# Bernadette Gervais
Pour les articles homonymes, voir Gervais.
Bernadette Gervais est une autrice de livres pour la jeunesse, illustratrice et affichiste belge, née à Bruxelles en 1959. Elle a publié plusieurs albums de bande dessinée avec Francisco Pittau sous le nom de « Pittau & Gervais ».

## Biographie
Après des études à l’école « le 75 », École supérieure des arts de l’image, puis aux Beaux-Arts de Mons, elle travaille dix ans comme employée de bureau.
Elle commence à publier en 1992 avec son conjoint d'alors Francesco Pittau des albums illustrés sous le nom de « Pittau & Gervais »,, d'abord au Seuil, puis aux éditions du Panama fondées par Jacques Binsztok et Brigitte Morel en 2004, et enfin aux Éditions des Grandes Personnes à partir de 2009.
En 2011 ils publient Visite au zoo et L'imagier des saisons, pour qui, selon Sophie Van der Linden, « derrière l’apparence de l’imagier traditionnel superbement exécuté, émerge l’intelligence de sa conception et de sa réalisation. Une intelligence remarquable dans le style même du dessin, dont la belle homogénéité, la rigueur graphique, les subtils jeux de textures et la douceur des teintes en même temps que leur vitalité, construisent un ensemble impressionnant de virtuosité. ». En 2014 ils publient l'album Couleurs. Pour Sophie Van der Linden « Un sens de l'épure comme une connaissance aboutie des systèmes permettent ainsi à Pittau et Gervais d'offrir aux tout petits un ouvrage lumineux. (...) La rigueur formelle des lignes, des découpes, de la mise en page n'exclut en rien le geste, inscrit dans les traces laissées par le pinceau ou le crayonné des contours des figures, achevant donc, par cette juste répartition entre art et technique d'atteindre un équilibre parfait. »
Elle se sépare ensuite de Francisco Pittau, mettant ainsi fin à une relation toxique qui lui inspire en 2022 l'album Petite et Grande Ourses, « transposition de sa propre expérience de maltraitance », selon Télérama.
En 2020, elle obtient la « Pépite d'Or » au Salon du livre et de la presse jeunesse pour l'album qu'elle a écrit et illustré ABC de la nature.
En 2021 elle publie l'album Des trucs comme ci, des trucs comme ça. Pour Sophie Van der Linden :« Perfectionnant, affinant, de livre en livre sa technique très personnelle du pochoir, Bernadette Gervais élabore des images remarquables de texture, de sensations, de vivant. Et pourtant, ce sont ici des objets qui rejoignent la compagnie des animaux et végétaux ». L'album obtient la "Mention" Prix Bologna Ragazzi 2022, catégorie Non Fiction à la Foire du livre de jeunesse de Bologne. 
Elle est lauréate de deux Prix Libbylit (décernés par l'IBBY), catégorie Album belge, en 2021 pour En 4 temps, et en 2023 pour Petite et Grande Ourses.

## Publications

### Autrice et illustratrice
- Le champignon, Albin Michel jeunesse, 2016
- Fabuleuse heure bleue, Albin Michel jeunesse, 2018
- Série Ikko, Les Grandes personnes, 2018- en cours (2024)
- On échange ![13],[14], Seuil jeunesse, 2019
- En 4 temps[12], Albin Michel Jeunesse, 2020
- ABC de la nature[15], Éditions des Grandes Personnes, 2020
- Des trucs comme ci, des trucs comme ça[8],[9], Éditions des Grandes Personnes, 2021
- Petite et Grande Ourses[5],[6], La Partie, 2022
- Mes saisons[16], Les Grandes personnes, 2023
- Où est passé le vent ? , La Partie, 2024
- 1, 2, 3, sommeil ![17] , Les Grandes personnes, 2024

### Avec Francisco Pittau
- Le voyage sous les étoiles, Seuil, 1992
- Axinamu, éditions du Panama, 2008 ; rééd. les Grandes personnes, 2010
- Le pays gris, Mango jeunesse, 2010
- Oiseaux[18], Les Grandes personnes, 2010
- Pipi ! Crotte ! Prout ! , Seuil Jeunesse, 2012
- Une année avec l'ours José[19], les Grandes personnes, 2018
- Visite au zoo[2], Gallimard jeunesse-Giboulées, 2011
- Imagier des saisons[3], éd. Les Grandes personnes, 2011
- Promenade au jardin, Gallimard jeunesse-Giboulées, 2012
- Couleurs[4], éditions Albin Michel Jeunesse, 2014

## Prix et distinctions
- 2010 : Mention spéciale Prix Libbylit (décerné par l'IBBY) pour Oxiseau et pour Axinamu, avec Francisco Pittau
- 2020 :  « Pépite d'Or » du Salon du livre et de la presse jeunesse[7] pour ABC de la nature
- 2021 : 
  -  Premio nazionale Nati per Leggere[20] du Salon international du livre (Turin) pour En 4 temps
  - Prix Libbylit (décerné par l'IBBY), catégorie Album belge, pour En 4 temps
- 2022 :
  -  "Mention" Prix BolognaRagazzi, catégorie Non Fiction[10], Foire du livre de jeunesse de Bologne  pour Des trucs comme ci, des trucs comme ça
  - « Honour List »[21] de l' IBBY pour En 4 temps
- 2023 : Prix Libbylit[11] (décerné par l'IBBY), catégorie Album belge, pour Petite et Grande Ourses

En 2025, huit de ses ouvrages font partie de la « Bibliothèque jeunesse idéale » du Centre national de la littérature pour la jeunesse (BnF).

## Sources
- Claudine Charamnac Stupar, « Du Père Castor à Bernadette Gervais », Nous voulons lire, n° 225, septembre 2020
- Isabelle Decuyper, « Bernadette Gervais : Pépite d'or à Montreuil et Prix Libbylit 2020 », Lectures.Cultures, n° 22, mars-avril 2021.